# Municipio de Tenhassen
El municipio de Tenhassen (en inglés: Tenhassen Township) es un municipio ubicado en el condado de Martin en el estado estadounidense de Minnesota. En el año 2010 tenía una población de 260 habitantes y una densidad poblacional de 2,74 personas por km².

## Geografía
El municipio de Tenhassen se encuentra ubicado en las coordenadas 43°32′37″N 94°34′41″O / 43.54361, -94.57806. Según la Oficina del Censo de los Estados Unidos, el municipio tiene una superficie total de 94.93 km², de la cual 86,64 km² corresponden a tierra firme y (8,73 %) 8,29 km² es agua.

## Demografía
Según el censo de 2010, había 260 personas residiendo en el municipio de Tenhassen. La densidad de población era de 2,74 hab./km². De los 260 habitantes, el municipio de Tenhassen estaba compuesto por el 100 % blancos. Del total de la población el 0 % eran hispanos o latinos de cualquier raza.